# Torneo de New Haven 2009
El Torneo de New Haven fue un evento de tenis que se disputó en New Haven, Estados Unidos, se jugó entre el 24 y el 30 de agosto de 2009.

## Campeones

### Individuales Masculino
Fernando Verdasco vence a  Sam Querrey, 6–4, 7–6(6).

### Individuales Femenino
Caroline Wozniacki vence a  Yelena Vesnina, 6–2, 6–4.

### Dobles Masculino
Julian Knowle /  Jürgen Melzer vencen a  Bruno Soares /  Kevin Ullyett, 6–4, 7–6(3).

### Dobles Femenino
Nuria Llagostera Vives /  María José Martínez Sánchez vencen a  Iveta Benešová /  Lucie Hradecká, 6–2, 7–5.